# Cselgáncs a 2012. évi nyári olimpiai játékokon
A 2012. évi nyári olimpiai játékokon a cselgáncsban összesen 14 versenyszámot rendeztek. A mérkőzéseket július 28. és augusztus 3. között tartották.
Magyarországot hét sportoló képviselte. A férfiaknál Ungvári Miklós harmatsúlyban, Csoknyai László váltósúlyban, Bor Barna nehézsúlyban, a nőknél Csernoviczki Éva légsúlyban, Karakas Hedvig könnyűsúlyban, Mészáros Anett középsúlyban, Joó Abigél pedig félnehézsúlyban indult.
A magyar versenyzők egy ezüstérmet és egy bronzérmet nyertek.

## Eseménynaptár
| júl./aug. | 28    | 29    | 30    | 31    | 1     | 2      | 3       |
| --------- | ----- | ----- | ----- | ----- | ----- | ------ | ------- |
| Férfi     | 60 kg | 66 kg | 73 kg | 81 kg | 90 kg | 100 kg | +100 kg |
| Női       | 48 kg | 52 kg | 57 kg | 63 kg | 70 kg | 78 kg  | +78 kg  |

## Összesített éremtáblázat
(Magyarország és a rendező ország csapata eltérő háttérszínnel, az egyes számoszlopok legmagasabb értéke, vagy értékei vastagítással kiemelve.)
| A 2012. évi nyári olimpiai játékok éremtáblázata cselgáncsban | A 2012. évi nyári olimpiai játékok éremtáblázata cselgáncsban | A 2012. évi nyári olimpiai játékok éremtáblázata cselgáncsban | A 2012. évi nyári olimpiai játékok éremtáblázata cselgáncsban | A 2012. évi nyári olimpiai játékok éremtáblázata cselgáncsban | Olimpia  |
| ------------------------------------------------------------- | ------------------------------------------------------------- | ------------------------------------------------------------- | ------------------------------------------------------------- | ------------------------------------------------------------- | -------- |
|                                                               | Ország                                                        | Arany                                                         | Ezüst                                                         | Bronz                                                         | Összesen |
| 1.                                                            | Oroszország (RUS)                                             | 3                                                             | 1                                                             | 1                                                             | 5        |
| 2.                                                            | Franciaország (FRA)                                           | 2                                                             | 0                                                             | 5                                                             | 7        |
| 3.                                                            | Dél-Korea (KOR)                                               | 2                                                             | 0                                                             | 1                                                             | 3        |
| 4.                                                            | Japán (JPN)                                                   | 1                                                             | 3                                                             | 3                                                             | 7        |
| 5.                                                            | Kuba (CUB)                                                    | 1                                                             | 2                                                             | 0                                                             | 2        |
| 6.                                                            | Brazília (BRA)                                                | 1                                                             | 0                                                             | 3                                                             | 4        |
| 7.                                                            | Egyesült Államok (USA)                                        | 1                                                             | 0                                                             | 1                                                             | 2        |
| 8.                                                            | Észak-Korea (PRK)                                             | 1                                                             | 0                                                             | 0                                                             | 1        |
| 8.                                                            | Grúzia (GEO)                                                  | 1                                                             | 0                                                             | 0                                                             | 1        |
| 8.                                                            | Szlovénia (SLO)                                               | 1                                                             | 0                                                             | 0                                                             | 1        |
|                                                               |                                                               |                                                               |                                                               |                                                               |          |
| 11.                                                           | Németország (GER)                                             | 0                                                             | 2                                                             | 2                                                             | 4        |
| 12.                                                           | Románia (ROU)                                                 | 0                                                             | 2                                                             | 0                                                             | 2        |
| 13.                                                           | Kína (CHN)                                                    | 0                                                             | 1                                                             | 1                                                             | 2        |
| 13.                                                           | Magyarország (HUN)                                            | 0                                                             | 1                                                             | 1                                                             | 2        |
| 13.                                                           | Mongólia (MGL)                                                | 0                                                             | 1                                                             | 1                                                             | 2        |
| 13.                                                           | Nagy-Britannia (GBR)                                          | 0                                                             | 1                                                             | 1                                                             | 2        |
|                                                               |                                                               |                                                               |                                                               |                                                               |          |
| 17.                                                           | Hollandia (NED)                                               | 0                                                             | 0                                                             | 2                                                             | 2        |
| 18.                                                           | Belgium (BEL)                                                 | 0                                                             | 0                                                             | 1                                                             | 1        |
| 18.                                                           | Görögország (GRE)                                             | 0                                                             | 0                                                             | 1                                                             | 1        |
| 18.                                                           | Kanada (CAN)                                                  | 0                                                             | 0                                                             | 1                                                             | 1        |
| 18.                                                           | Kolumbia (COL)                                                | 0                                                             | 0                                                             | 1                                                             | 1        |
| 18.                                                           | Olaszország (ITA)                                             | 0                                                             | 0                                                             | 1                                                             | 1        |
| 18.                                                           | Üzbegisztán (UZB)                                             | 0                                                             | 0                                                             | 1                                                             | 1        |
|                                                               |                                                               |                                                               |                                                               |                                                               |          |
| Összesen                                                      | Összesen                                                      | 14                                                            | 14                                                            | 28                                                            | 56       |

## Férfi

### Éremtáblázat
| A 2012. évi nyári olimpiai játékok éremtáblázata férfi cselgáncsban | A 2012. évi nyári olimpiai játékok éremtáblázata férfi cselgáncsban | A 2012. évi nyári olimpiai játékok éremtáblázata férfi cselgáncsban | A 2012. évi nyári olimpiai játékok éremtáblázata férfi cselgáncsban | A 2012. évi nyári olimpiai játékok éremtáblázata férfi cselgáncsban | Olimpia  |
| ------------------------------------------------------------------- | ------------------------------------------------------------------- | ------------------------------------------------------------------- | ------------------------------------------------------------------- | ------------------------------------------------------------------- | -------- |
|                                                                     | Ország                                                              | Arany                                                               | Ezüst                                                               | Bronz                                                               | Összesen |
| 1.                                                                  | Oroszország (RUS)                                                   | 3                                                                   | 1                                                                   | 1                                                                   | 5        |
| 2.                                                                  | Dél-Korea (KOR)                                                     | 2                                                                   | 0                                                                   | 1                                                                   | 3        |
| 3.                                                                  | Franciaország (FRA)                                                 | 1                                                                   | 0                                                                   | 1                                                                   | 2        |
| 4.                                                                  | Grúzia (GEO)                                                        | 1                                                                   | 0                                                                   | 0                                                                   | 1        |
|                                                                     |                                                                     |                                                                     |                                                                     |                                                                     |          |
| 5.                                                                  | Japán (JPN)                                                         | 0                                                                   | 2                                                                   | 2                                                                   | 4        |
| 6.                                                                  | Németország (GER)                                                   | 0                                                                   | 1                                                                   | 2                                                                   | 2        |
| 7.                                                                  | Mongólia (MGL)                                                      | 0                                                                   | 1                                                                   | 1                                                                   | 2        |
| 8.                                                                  | Magyarország (HUN)                                                  | 0                                                                   | 1                                                                   | 0                                                                   | 1        |
| 8.                                                                  | Kuba (CUB)                                                          | 0                                                                   | 1                                                                   | 0                                                                   | 1        |
|                                                                     |                                                                     |                                                                     |                                                                     |                                                                     |          |
| 10.                                                                 | Brazília (BRA)                                                      | 0                                                                   | 0                                                                   | 2                                                                   | 2        |
| 11.                                                                 | Görögország (GRE)                                                   | 0                                                                   | 0                                                                   | 1                                                                   | 1        |
| 11.                                                                 | Hollandia (NED)                                                     | 0                                                                   | 0                                                                   | 1                                                                   | 1        |
| 11.                                                                 | Kanada (CAN)                                                        | 0                                                                   | 0                                                                   | 1                                                                   | 1        |
| 11.                                                                 | Üzbegisztán (UZB)                                                   | 0                                                                   | 0                                                                   | 1                                                                   | 1        |
|                                                                     |                                                                     |                                                                     |                                                                     |                                                                     |          |
| Összesen                                                            | Összesen                                                            | 7                                                                   | 7                                                                   | 14                                                                  | 28       |

### Érmesek
| A 2012. évi nyári olimpiai játékok férfi érmesei cselgáncsban |                                      |                                         |                                             |
| Versenyszám                                                   | Arany                                | Ezüst                                   | Bronz                                       |
| 60 kg                                                         | Arszen Galsztyan · Oroszország (RUS) | Hiraoka Hiroaki · Japán (JPN)           | Felipe Kitadai · Brazília (BRA)             |
| 60 kg                                                         | Arszen Galsztyan · Oroszország (RUS) | Hiraoka Hiroaki · Japán (JPN)           | Rishod Sobirov · Üzbegisztán (UZB)          |
| 66 kg                                                         | Lasha Shavdatuashvili · Grúzia (GEO) | Ungvári Miklós · Magyarország (HUN)     | Ebinuma Maszasi · Japán (JPN)               |
| 66 kg                                                         | Lasha Shavdatuashvili · Grúzia (GEO) | Ungvári Miklós · Magyarország (HUN)     | Cso Dzsunho · Dél-Korea (KOR)               |
| 73 kg                                                         | Manszur Iszajev · Oroszország (RUS)  | Nakaja Riki · Japán (JPN)               | Szajndzsargalin Njam-Ocsir · Mongólia (MGL) |
| 73 kg                                                         | Manszur Iszajev · Oroszország (RUS)  | Nakaja Riki · Japán (JPN)               | Ugo Legrand · Franciaország (FRA)           |
| 81 kg                                                         | Kim Dzsebom · Dél-Korea (KOR)        | Ole Bischof · Németország (GER)         | Ivan Nyifontov · Oroszország (RUS)          |
| 81 kg                                                         | Kim Dzsebom · Dél-Korea (KOR)        | Ole Bischof · Németország (GER)         | Antoine Valois-Fortier · Kanada (CAN)       |
| 90 kg                                                         | Szong Denam · Dél-Korea (KOR)        | Asley Gonzalez · Kuba (CUB)             | Ilíasz Iliádisz · Görögország (GRE)         |
| 90 kg                                                         | Szong Denam · Dél-Korea (KOR)        | Asley Gonzalez · Kuba (CUB)             | Nisijama Maszasi · Japán (JPN)              |
| 100 kg                                                        | Tagir Hajbulajev · Oroszország (RUS) | Najdangín Tüvsinbajar · Mongólia (MGL)  | Dimitri Peters · Németország (GER)          |
| 100 kg                                                        | Tagir Hajbulajev · Oroszország (RUS) | Najdangín Tüvsinbajar · Mongólia (MGL)  | Henk Grol · Hollandia (NED)                 |
| +100 kg                                                       | Teddy Riner · Franciaország (FRA)    | Alekszandr Mihajlin · Oroszország (RUS) | Rafael Silva · Brazília (BRA)               |
| +100 kg                                                       | Teddy Riner · Franciaország (FRA)    | Alekszandr Mihajlin · Oroszország (RUS) | Andreas Tölzer · Németország (GER)          |

## Női

### Éremtáblázat
| A 2012. évi nyári olimpiai játékok éremtáblázata női cselgáncsban | A 2012. évi nyári olimpiai játékok éremtáblázata női cselgáncsban | A 2012. évi nyári olimpiai játékok éremtáblázata női cselgáncsban | A 2012. évi nyári olimpiai játékok éremtáblázata női cselgáncsban | A 2012. évi nyári olimpiai játékok éremtáblázata női cselgáncsban | Olimpia  |
| ----------------------------------------------------------------- | ----------------------------------------------------------------- | ----------------------------------------------------------------- | ----------------------------------------------------------------- | ----------------------------------------------------------------- | -------- |
|                                                                   | Ország                                                            | Arany                                                             | Ezüst                                                             | Bronz                                                             | Összesen |
| 1.                                                                | Japán (JPN)                                                       | 1                                                                 | 1                                                                 | 1                                                                 | 3        |
| 2.                                                                | Kuba (CUB)                                                        | 1                                                                 | 1                                                                 | 0                                                                 | 2        |
| 3.                                                                | Franciaország (FRA)                                               | 1                                                                 | 0                                                                 | 4                                                                 | 5        |
| 4.                                                                | Brazília (BRA)                                                    | 1                                                                 | 0                                                                 | 1                                                                 | 2        |
| 4.                                                                | Egyesült Államok (USA)                                            | 1                                                                 | 0                                                                 | 1                                                                 | 2        |
| 6.                                                                | Észak-Korea (PRK)                                                 | 1                                                                 | 0                                                                 | 0                                                                 | 1        |
| 6.                                                                | Szlovénia (SLO)                                                   | 1                                                                 | 0                                                                 | 0                                                                 | 1        |
|                                                                   |                                                                   |                                                                   |                                                                   |                                                                   |          |
| 8.                                                                | Románia (ROU)                                                     | 0                                                                 | 2                                                                 | 0                                                                 | 2        |
| 9.                                                                | Kína (CHN)                                                        | 0                                                                 | 1                                                                 | 1                                                                 | 2        |
| 9.                                                                | Nagy-Britannia (GBR)                                              | 0                                                                 | 1                                                                 | 1                                                                 | 2        |
| 11.                                                               | Németország (GER)                                                 | 0                                                                 | 1                                                                 | 0                                                                 | 1        |
|                                                                   |                                                                   |                                                                   |                                                                   |                                                                   |          |
| 12.                                                               | Belgium (BEL)                                                     | 0                                                                 | 0                                                                 | 1                                                                 | 1        |
| 12.                                                               | Hollandia (NED)                                                   | 0                                                                 | 0                                                                 | 1                                                                 | 1        |
| 12.                                                               | Kolumbia (COL)                                                    | 0                                                                 | 0                                                                 | 1                                                                 | 1        |
| 12.                                                               | Magyarország (HUN)                                                | 0                                                                 | 0                                                                 | 1                                                                 | 1        |
| 12.                                                               | Olaszország (ITA)                                                 | 0                                                                 | 0                                                                 | 1                                                                 | 1        |
|                                                                   |                                                                   |                                                                   |                                                                   |                                                                   |          |
| Összesen                                                          | Összesen                                                          | 7                                                                 | 7                                                                 | 14                                                                | 28       |

### Érmesek
| A 2012. évi nyári olimpiai játékok női érmesei cselgáncsban |                                         |                                      |                                       |
| Versenyszám                                                 | Arany                                   | Ezüst                                | Bronz                                 |
| 48 kg                                                       | Sarah Menezes · Brazília (BRA)          | Alina Dumitru · Románia (ROU)        | Csernoviczki Éva · Magyarország (HUN) |
| 48 kg                                                       | Sarah Menezes · Brazília (BRA)          | Alina Dumitru · Románia (ROU)        | Charline Van Snick · Belgium (BEL)    |
| 52 kg                                                       | An Kume · Észak-Korea (PRK)             | Yanet Bermoy · Kuba (CUB)            | Rosalba Forciniti · Olaszország (ITA) |
| 52 kg                                                       | An Kume · Észak-Korea (PRK)             | Yanet Bermoy · Kuba (CUB)            | Priscilla Gneto · Franciaország (FRA) |
| 57 kg                                                       | Macumoto Kaori · Japán (JPN)            | Corina Căprioriu · Románia (ROU)     | Marti Malloy · Egyesült Államok (USA) |
| 57 kg                                                       | Macumoto Kaori · Japán (JPN)            | Corina Căprioriu · Románia (ROU)     | Automne Pavia · Franciaország (FRA)   |
| 63 kg                                                       | Urška Žolnir · Szlovénia (SLO)          | Hszü Li-li (Xu Lili) · Kína (CHN)    | Ueno Josije · Japán (JPN)             |
| 63 kg                                                       | Urška Žolnir · Szlovénia (SLO)          | Hszü Li-li (Xu Lili) · Kína (CHN)    | Gévrise Émane · Franciaország (FRA)   |
| 70 kg                                                       | Lucie Décosse · Franciaország (FRA)     | Kerstin Thiele · Németország (GER)   | Yuri Alvear · Kolumbia (COL)          |
| 70 kg                                                       | Lucie Décosse · Franciaország (FRA)     | Kerstin Thiele · Németország (GER)   | Edith Bosch · Hollandia (NED)         |
| 78 kg                                                       | Kayla Harrison · Egyesült Államok (USA) | Gemma Gibbons · Nagy-Britannia (GBR) | Audrey Tcheuméo · Franciaország (FRA) |
| 78 kg                                                       | Kayla Harrison · Egyesült Államok (USA) | Gemma Gibbons · Nagy-Britannia (GBR) | Mayra Aguiar · Brazília (BRA)         |
| +78 kg                                                      | Idalys Ortíz · Kuba (CUB)               | Szugimoto Mika · Japán (JPN)         | Karina Bryant · Nagy-Britannia (GBR)  |
| +78 kg                                                      | Idalys Ortíz · Kuba (CUB)               | Szugimoto Mika · Japán (JPN)         | Tung Ven (Tong Wen) · Kína (CHN)      |